# Glyphodes boseae
Glyphodes boseae is een vlinder uit de familie van de grasmotten (Crambidae). De wetenschappelijke naam van deze soort is voor het eerst voorgesteld door Max Saalmüller in een publicatie uit 1880.
De soort komt voor in Congo-Kinshasa, de Comoren en Madagaskar.